# Puottaure kyrka
Puottaure kyrka är en träkyrka som tillhör Jokkmokks församling i Luleå stift. Kyrkan ligger i det lilla samhället Puottaure i Jokkmokks kommun.

## Kyrkobyggnaden
Träkyrkan uppfördes åren 1904-1907 under ledning av byggmästare E G Kristiansson och efter ritningar av arkitekt Gustaf Hermansson.
En allmän upprustning av kyrkan genomfördes år 1954. Kyrkan består av långhus med ett smalare kor i öster och ett smalt torn i väster. Vid långhusets sydöstra hörn finns en sakristia. Väggarna är invändigt och utvändigt klädda med träpanel. Kyrkorummet har ett tredingstak.

## Inventarier
Altarprydnaden består av ett högt kors. Dopfunten och predikstolen var även dessa konstruerade av Julius Johan Forsberg.